# Skeppsholmen, Ösmo
För andra betydelser, se Skeppsholmen (olika betydelser).
Skeppsholmen är en halvö i Nynäshamns kommun som ligger utmed vägen till Muskö.
Ön har fått sitt namn i samband med att Gustav II Adolf anlade en örlogsbas på ön. Ön hette Nyhamns Ängsholme innan den omdöptes i samband med att arbetena med örlogsbasen påbörjades. Skeppsholmen har genom landhöjningen sammanfogats med en något större ö som heter Himmelsö.   
| ”                                                                                 | Lund-Skeppsholmen Örlogsbas - När Sverige på 1600-talet växte ut till en stormakt utökades också den svenska flottan betydligt. Man fick då problem med uppläggningsplats och varv för de nya fartygen. Folk sändes ut att undersöka lämpliga ställen för ändamålet. Vid Lunda strömmar hittade man en lämplig plats. Här anlades då "bråbänkar" och kajer m.m. som behövdes för verksamheten. Namnen lever delvis kvar från denna tid med Skeppsholmen, Proviantudden, Mastholmen o.s.v. På 1670-talet ansågs inte läget lämpligt, då man tyckte sig ha större behov av en flottbas längre mot söder i Östersjön. Hotet ansågs då vara större från Danmark.Flottbasen flyttades då till Karlskrona som anlades vid denna tid. | „ |
| – Text från en gammal väginformationsskylt från Länsstyrelsen, daterad 1950-talet | |   |

Skeppsholmen har haft ett levande jordbruk sedan i vart fall 1500-talet. Det fanns två aktiva jordbruk på ön till år 1940. Jordbruksfastigheterna benämns fortfarande Norra och Södra Skeppsholmen. Jordbruket kompletterades med fiske vilket bidrog till att det var möjligt att leva på de små jordbruksenheterna. Antalet personer som levde på jordbruk och fiske på ön uppgick till fler än 10 personer inpå 1900-talet. I dagsläget finns en bofast familj kvar på Södra Skeppsholmen.